# 辻裕之
辻 裕之（つじ ひろゆき、1963年5月23日 - ）は、日本の映画監督。神奈川県出身。

## 人物
神奈川県三浦市出身。神奈川県立横須賀高等学校（34期）出身。
横浜国立大学経済学部を卒業し、改めて入学した日本映画学校（現・日本映画大学）を卒業。
今村昌平、北野武の助監督等を務めた後、1993年 Vシネマ『銀玉命!銀次郎2』で監督デビュー。2002年 オールスターキャストの劇場版任侠映画『修羅の群れ』（主演：松方弘樹）を監督。Vシネマを中心に多数の作品の監督、プロデューサー、脚本家を務めている。無類のアイドル・アニメオタクであり、自身の作品内でアニメ作品のオマージュであろうシーンが散見される。
俳優として出演する際は 辻つん 名義。

## 主な作品

### Vシネマ
監督
- 銀玉命!銀次郎2（1993年、主演：ジョニー大倉）
  - 銀玉命!銀次郎3（1994年、主演：ジョニー大倉）
- ゴッド・ギャンブラー／球五郎烈球伝（1994年、主演：庄司哲郎）
- ピアスの女（1995年）
- 新書ワル 完結篇（1995年、原作・監修・脚本：真樹日佐夫）
- 闇金の帝王 銀と金6 戦慄の罠（1996年、主演：中条きよし）
  - 闇金の帝王 銀と金7 裏競馬地獄（1997年、主演：中条きよし）
- 難波金融詐欺 史上最悪の兄弟（1998年、主演：岸本祐二・北村康）
  - 難波金融詐欺 史上最悪の兄弟 慰謝料奪取（1999年主演：岸本祐二・北村康）
- 日本極道史 仁義絶叫（1999年、主演：本宮泰風）
  - 日本極道史 仁義絶叫2 修羅の仁義（1999年8月）
  - 日本極道史 仁義絶叫3 仁義関東嵐（1999年9月）
- 潜入!監禁現場 獣たちの調教（1999年、主演：佐々木彩）
- 銀座ミッドナイトストーリー ゆーとぴあ 白い蕾（2000年、主演：桜庭あつこ）
  - 銀座ミッドナイトストーリー ゆーとぴあ 赤い蝶（2000年、主演：桜庭あつこ）
- 広島やくざ戦争（2000年、主演：小沢仁志）
  - 実録・広島やくざ戦争（2000年）
  - 広島やくざ戦争 完結編（2000年）
  - 続・広島やくざ戦争 流血!第三次抗争勃発（2001年）
  - 新・広島やくざ戦争 武闘派列伝 伝説の広島極道 山上功治の生涯（2003年）
- 首領の女1・2・3（2001年 - 2002年、主演：中島宏海）全3作
- BROS. 流血の絆（2001年、小沢仁志）
- 伝説のやくざ ボンノ 烈火の章（2002年、主演：松方弘樹）
  - 伝説のやくざ ボンノ 落日の章（2002年、主演：松方弘樹）
- 実録・竹中正久の生涯 荒らぶる獅子 前編・後編（2002年、主演：小沢仁志）
  - 実録・竹中正久の生涯 荒らぶる獅子・外伝（2004年、主演：小沢仁志）
- 伝説のやくざ 最後の博徒 修羅の章（2003年、主演：赤井英和）
  - 伝説のやくざ 最後の博徒 残侠の章（2003年、主演：赤井英和）
- 実録・九州やくざ列伝 兇健と呼ばれた男（2003年、主演：白竜）
- 炎と氷（2004年、主演：竹内力）
- 実録・東組抗争史 閻魔の微笑（2004年、主演：白竜）
- 総長賭博（2004年、主演：小沢仁志）
- 鉄(くろがね) 極道・高山登久太郎の軌跡（2004年、主演：小沢仁志）
- 武闘派極道史 竹中組〜組長襲撃事件〜（2005年、主演：風間貢）
- 実録・絶縁状（2005年、主演：小沢仁志）
- 実録・不退の松葉（2005年、主演：岡崎二郎）
  - 実録・不退の松葉 完結編（2006年、主演：松方弘樹）
- 甲州プリズン（2005年、主演：木村一八）
- 武装戦線 〜政府軍VS革命軍〜（2005年、主演：小沢仁志）
- 修羅場の侠たち 伝説の愚連隊・盟朋会（2005年、主演：小沢和義）
- 実録・新選組（2006年、主演：小沢仁志）
- 首領がゆく（2006年、主演：哀川翔）
- 実録・広島極道抗争 佐々木哲夫の生涯（2006年、主演：中山一也）
- 実録 東声会 初代 町井久之 暗黒の首領（2006年、主演：小沢仁志）
- 実録・東海道抗争 白と黒（2006年、主演：白竜）
- 新・首領への道（2007年、主演：小沢仁志）
- 修羅の妻たち 射殺者の妻、その愛（2007年、主演：楠城華子）
- トンパチ（2007年、主演：小沢和義）
- 実録・無敵道（2007年、主演：小沢仁志）
- ツインギャング（2007年、主演：与座重理久）
- 極道な月（2007年、主演：天藤湘子）
- 平成清水一家（2007年、主演：白竜）
- 実録・手打ち破り（2007年、主演：本宮泰風）
- 実録・国粋 竜侠（2007年、主演：本宮泰風）
- 殺戮の応酬（2007年、主演：松田一三）
- 実録・外道の群れ 流血の鎮魂歌（2007年、主演：高木淳也）
- 大阪やくざ戦争 誤爆の代償（2007年、主演：山口祥行）
- 恐喝一代記（2008年、主演：白竜）
- 修羅之魂 侠客立志編（2008年、主演：小沢仁志）
  - 修羅之魂 激動渡世編（2008年、主演：小沢仁志）
- 覇道（2008年、主演：小沢仁志）
- 修羅の妻たち　鉄砲玉の女（2008年、主演：川村ひかる）
- もう一つの柳川組 木槿の花（2009年、主演：尚玄）
- 修羅の統一（2009年、主演：白竜）
- 鳳（2009年、主演：小沢仁志）
- ヤクザ大辞典（2009年、主演：南原ハヤト）
- 新・日本暴力地帯（2010年、主演：虎牙光揮）
- 総長を護れ（2010年、主演：白竜）
- 裏盃の軍団（2010年、主演：中野英雄）
- 殺しの挽歌（2010年、主演：小沢仁志）
- 桜塚やっくんの宇宙極道戦争（2010年、主演：桜塚やっくん）
- 死神の刃（2010年、主演：本宮泰風） - 麻雀客
- 天獄の島（2011年、主演：小沢仁志）
- 極秘潜入捜査官 D.D.T.（2011年、主演：小沢仁志）
- 堕悪 〜DARK〜（2011年、主演：小沢仁志）
  - 堕悪2 〜DARK〜（2011年、主演：小沢仁志）
- 不動（2011年、主演：蝶野正洋）
- 首領の道（2011年、主演：小沢仁志）
- 彷徨う侠たち（2012年、主演：竹内力）
- 最強独立組織（2014年、主演：白竜）
- 西日本最大の抗争（2014年、主演：小沢仁志）
- 代紋の墓場7,8（2016年、主演：木村一八）
- 裏門釈放（2017年、主演：木村一八）
- 頂点(てっぺん)（2017年、主演：波岡一喜）
- 極道黙示録（2017年、主演：小沢仁志）
- 首領(ドン)（2020年、主演：中条きよし）
- 日本統一27-（2018年 - 、W主演：本宮泰風・山口祥行）
- 日本統一外伝 川谷雄一（2019年、先行配信 Rakuten TV 全5話）
- 日本統一外伝 〜山崎一門〜1,2（2020年）
- 日本統一外伝 田村悠人1,2（2021年、先行配信 FOD 全10話）
- やまざきいちもん 〜日本統一〜（2023年、先行配信 Rakuten TV 全16話）

脚本
- ピアスの女（1995年）
- シュガー 天使の咆哮（1996年）
- 闇金の帝王 銀と金7 裏競馬地獄（1997年）
- バナナ白書 誘惑体験告白（1997年）
- 殺し屋PAZUZU（2000年）
- 実録・最後の総会屋（2001年）
- BROS. 流血の絆（2001年）
- 実録・竹中正久の生涯 荒らぶる獅子 前編・後編（2002年）
  - 実録・竹中正久の生涯 荒らぶる獅子 外伝（2004年）
- モウ翔ブ夢ハ見ナイ（2002年）
- 実録・東組抗争史 閻魔の微笑（2004年）
- 総長賭博（2004年）
- 黄金夜叉 〜虜〜（2004年）
- 武闘派極道史 竹中組 〜組長邸襲撃事件〜（2005年）
- 修羅場の侠たち 伝説の愚連隊・盟朋会（2005年）
- 実録・広島極道抗争 佐々木哲夫の生涯（2006年）
- 修羅の妻たち 射殺者の妻、その愛（2007年）
- 実録・無敵道（2007年）
- ツインギャング（2007年）
- 実録・手打ち破り（2007年）
- 殺戮の応酬（2007年）
- 修羅の妻たち 鉄砲玉の女（2008年）
- 鳳（2009年）
- 破門（2010年）
- 桜塚やっくんの宇宙極道戦争（2010年）
- 彷徨う侠たち（2012年）
- 日本統一（2013年 - ）

製作／プロデューサー
- 狙われた女 ある高校教師の衝動的尾行（1994年）
- 闇武者（2003年）

その他
- 監禁逃亡（1992年）制作担当
- 実録・外道の群れ 流血の鎮魂歌（2007年）監修

### 映画
監督
- 修羅の群れ（2002年2月16日、主演：松方弘樹）
- 伝説のやくざ ボンノ（2002年9月21日、主演：松方弘樹）
- KARAOKE-人生紙一重-（2005年5月14日、主演：押尾学）
- 涙でいっぱいになったペットボトル　カンペの手紙（2007年9月22日、主演：大沢樹生）
- CASINO（2008年3月31日、主演：塩谷瞬）
- くれないの盃 前編（2008年、主演：庄司智春）
- くれないの盃 完結編（2008年、主演：庄司智春）
- 侠宴（2009年、主演：中村繁之）
- あにき（2010年5月17日、主演：金子賢）
- マッドドック（2011年10月22日、主演：小沢仁志）
- 首領の道（2011年12月18日、主演：小沢仁志）
- 彼女は海へ（2012年、主演：島田陽子）
- 仁義の聖戦 ジャックナイフ（2012年2月18日、主演：木村一八）
- ヒットマン 明日への銃声 （2014年1月4日、主演：亀田大毅）
- 修羅の伝承 荒ぶる凶犬（2014年3月29日、主演：千葉真一）
- 侠の絆（2019年、主演：山根和馬）
- 劇場版 山崎一門〜日本統一〜（2022年9月23日、主演：山崎一門）
- 虎の流儀（2022年秋、主演：原田龍二）
- 氷室蓮司（2024年、主演：本宮泰風）※台湾ロケ作品
- 田村悠人 ISOLATED（2025年、主演：山口祥行）

助監督
- 3-4X10月（1990年、松竹）
- 波の数だけ抱きしめて（1991年、東宝）
- 極道戦国志 不動（1996年、ギャガ）
- 男たちのかいた絵（1996年、スコルピオン＝シネマ・ドゥ・シネマ）

脚本
- 龍虎兄弟（2002年）
- くれないの盃 前編（2008年）
- くれないの盃 完結編（2008年）
- 氷室蓮司（2024年）※台湾ロケ作品

企画／プロデューサー
- 凶銃ルガーP08（1994年1月29日、主演：阿部寛）
- 極つぶし（1994年10月15日、主演：木村一八）
- 難波金融伝 ミナミの帝王 スペシャル劇場版 ローンシャーク…追い込み（1995年7月1日、主演：竹内力）
- 中国の鳥人（1998年6月6日、主演：本木雅弘）
- モウ翔ブ夢ハ見ナイ（2002年2月16日、主演：高島礼子）

### テレビドラマ
助監督
- 女医レイカ（1999年8月6日、監督：伊藤秀裕、CX）

監督
- ケータイ捜査官7（2008年、シリーズ監督：三池崇史、TX、主演：名取裕子）
- 日本統一 北海道編（2022年10月 - 12月、UHB北海道文化放送）毎週火曜（毎週月曜深夜）
- 日本統一 関東編（2023年4月 - 6月、日本テレビ）毎週金曜（毎週木曜深夜）

## 出演
- 監禁逃亡（1992年）
- 銀鮫 銀座金融伝説（1999年） - アラカワ（財団の理事長）
- 暴き屋 保険調査裏仕事人（2000年）
- 0&1（2001年） - 殺し屋組織の監視人
- 岸和田少年愚連隊 カオルちゃん最強伝説（2001年 - 2003年）
  - 岸和田少年愚連隊 カオルちゃん最強伝説 EPISODE I（2001年） - 緑の父
  - 岸和田少年愚連隊 カオルちゃん最強伝説 EPISODE 2 ロシアより愛をこめて（2002年） - 警部
  - 岸和田少年愚連隊 カオルちゃん最強伝説 EPISODE-FINAL スタンド・バイ・ミー（2002年） - 警部
  - 岸和田少年愚連隊 カオルちゃん最強伝説 番長足球（2003年） - 岸和田定時制高校生徒
- 新・広島やくざ戦争 武闘派列伝 伝説の広島極道 山上功治の生涯（2002年）
- 首領の女2（2002年） - 五代目桐野組襲名盃の儀式 媒酌人（声のみの出演）
- 実録・竹中正久の生涯 荒らぶる獅子 後篇（2003年）
- トンパチ（2007年）
- 実録・外道の群れ 流血の鎮魂歌（2007年） - クラブ「リリアン」店長
- 実録・国粋 竜侠（2007年）
- 殺戮の応酬（2007年）
- 実録・九州やくざ道 LB熊本刑務所（2008年）
- 闇の交渉術 歌舞伎町ネゴシエーター（2008年）
- 鳳1（2009年） - 信号無視した車輌を見逃した警察官
- 刑務所で泣くヤツ、笑うヤツ（2009年） - 拘置所の刑務官
- 実録・悪漢1（2009年） - 三代目山路組組長 定岡唯雄
- 女子高生ゾンビ（2010年）
- この男たち、凶暴にて。（2011年） - 梅川組組員
- 彷徨う侠たち（2012年） - 腎臓移植患者
- 日本統一2・6・7・20・28・30・42（2013年 - 2020年） - 媒酌人
- 組織暴力 対 官僚（2013年）
- 荒ぶる魂の華（2014年）
- 権力の階段 総理への道1（2020年） - テレビカメラマン

## 書籍
自著
- ヤクザ映画なんか好きじゃなかった（2018年3月22日 幻冬舎メディアコンサルティング）電子書籍のみ[2]